# Vu Hữu Nhiệm
Vu Hữu Nhiệm (chữ Hán: 于右任; 11 tháng 4 năm 1879 - 10 tháng 11 năm 1964), ban đầu tên là Bách Tuần (伯循), tự Dụ Nhân (誘人), lấy hài âm của Dụ Nhân là Hữu Nhiệm (右任) làm tên, bút danh Sao Tâm (髾心), cuối đời tự xưng là Thái Bình Lão nhân (太平老人), được người đời tôn kính xưng gọi Vu lão (于老); là một trong những người sáng lập Quốc dân Đảng và Trung Hoa Dân Quốc. Vu Hữu Nhiệm cũng là quan chức cấp cao trong chính phủ, người đứng đầu Giám sát viện trong suốt 34 năm từ 1930 đến 1964, cũng là người tại vị lâu nhất trong lịch sử các nhánh của chính phủ Trung Hoa Dân quốc. Ngoài ra, ông cũng là nhà thư pháp nổi tiếng, được xưng tụng là một trong "Tứ đại thư pháp gia của Quốc dân Đảng" cùng với Đàm Diên Khải, Hồ Hán Dân và Ngô Trĩ Huy.

## Những năm đầu đời
Vu Hữu Nhiệm sinh ra ở Kính Dương, Thiểm Tây. Năm 1900, Vu Hữu Nhiệm viết thư cho Tổng đốc Lưỡng Quảng là Sầm Xuân Huyên (岑春煊) đề nghị nhân cơ hội ám sát Từ Hi Thái hậu đang chạy trốn Liên quân tám nước sau thất bại của phong trào Nghĩa Hòa Đoàn, nhưng một người bạn đã ngăn ông lại. Vu Hữu Nhiệm phẫn uất đã viết nhiều bài thơ để trút giận và thất vọng với triều đình. Những điều này đã được thu thập thành một cuốn sách mang tựa đề "Bản thảo thơ trên lầu dở khóc dở cười". Vì tập thơ này mà ông bị nhà Thanh coi là nhà cách mạng, bị truy nã phải trốn đến Thượng Hải. Sau đó được Linh mục, học giả và nhà giáo dục Dòng Tên là Cha Joseph Mã Tương Bá (馬相伯) giúp đỡ, cho ông, dưới tên giả là Lưu Tuyết Du (劉雪榆) vào học ở Đại học Aurore (Université l'Aurore/ Chấn Đán Đại học, cùng với Đại học Công giáo Phụ Nhân (Bắc Kinh) đều do Cha Joseph Mã Tương Bá sáng lập). Sau này, Vu thành lập Trường Cao đẳng Phúc Đán (Thượng Hải) đã mời Cha Joseph Mã Tương Bá làm Hiệu trưởng.

## Gia nhập Hội đồng minh và làm báo
Năm 1906, Vu Hữu Nhiệm đến Nhật Bản gặp Tôn Trung Sơn và chính thức gia nhập Đồng minh Hội. Năm 1907, Vu Hữu Nhiệm trở về Trung Quốc và hoạt động báo chí khá sôi nổi trong 5 năm tiền Dân Quốc. Từ năm 1907 đến năm 1912, đã có 4 tờ báo liên tiếp ra đời, trong đó chỉ riêng năm 1909 đã có 3 tờ báo gọi là "Thụ Tam Dân" (竖三民) ra đời:
Sau khi về nước, Vu Hữu Nhiệm thành lập tờ báo quy mô lớn "Thần Châu Nhật báo" (神州日报) có khuynh hướng cách mạng rất rõ ràng, chỉ 80 ngày sau, một vụ hỏa hoạn ở nhà hàng xóm, toàn bộ tòa soạn báo, biên tập, in ấn và bán hàng đều bị thiêu rụi. Ngày 15 tháng 5 năm 1909, Vu Hữu Nhiệm thành lập tờ "Dân hô Nhật báo" (民呼日报), nhưng nó nhanh chóng bị triều đình nhà Thanh buộc phải đình bản vì khuynh hướng cách mạng trong nội dung. Hai tháng sau, Vu Hữu Nhiệm thành lập "Dân hu Nhật báo" (民吁日报) trong đất Tô giới Pháp ở Thượng Hải. Vụ nhà cách mạng người Triều Tiên An Trọng Căn ám sát Thủ tướng Nhật Bản kiêm Toàn quyền Triều Tiên Hirobumi Ito ngày 26 tháng 10 năm 1909, Vu Hữu Nhiệm tiếp tục thành lập "Dân lập Báo" (民立报) nhằm tích cực thúc đẩy cuộc cách mạng dân chủ.

## Sự nghiệp chính trị
Sau khi Trung Hoa Dân Quốc được thành lập, Vu Hữu Nhiệm giữ chức Thứ trưởng Bộ Giao thông vận tải trong Chính phủ Lâm thời, nhưng chưa đầy ba tháng sau đó, chính phủ của Tôn Trung Sơn buộc phải từ chức. Sau khi Viên Thế Khải nắm quyền kiểm soát chính phủ và Dân lập Báo bị đóng cửa, Vu đã bị chính phủ của Viên Thế Khải đưa vào danh sách truy nã. Năm 1918, Vu trở về tỉnh Thiểm Tây, nơi ông trở thành chỉ huy của các lực lượng hoạt động cách mạng ở phía tây bắc trong phong trào bảo vệ Hiến pháp chống lại Viên Thế Khải. Năm 1922, chức vụ chỉ huy của ông bị giải tán và ông quay lại Thượng Hải, nơi ông thành lập Đại học Thượng Hải cùng với Diệp Sở Sanh (葉楚傖) và đảm nhận chức vụ chủ tịch của trường. Năm 1925, ông được lệnh tổ chức cùng với Ngô Trĩ Huy, Uông Tinh Vệ, và những người khác của ủy ban chính trị để giải quyết các công việc của đảng. Năm 1927, Vu trở thành thành viên thường trực của ủy ban chính phủ Quốc dân Đảng. Trong năm sau, ông cũng được bổ nhiệm làm Giám đốc Kiểm toán. Năm 1932, Vu Hữu Nhiệm đảm nhận chức vụ Viện trưởng của Giám sát viện.
Năm 1941, cùng với các thành viên khác trong giới văn hóa nghệ thuật, Vu sáng kiến đặt tên cho ngày 5 tháng 5 âm lịch hàng năm là Ngày của nhà thơ. Ông cũng gặp bậc thầy hội họa hiện đại Trương Đại Thiên (張大千) tại Đôn Hoàng, Tây Bắc Trung Quốc và nhận ra mức độ tàn phá đã xảy ra đối với di sản văn hóa và nghệ thuật tại Đôn Hoàng. Sau khi trở về trụ sở chính phủ ở Trùng Khánh, ông lập tức đề xuất thành lập Học viện Nghệ thuật Đôn Hoàng.
Sau khi Trung Quốc Đại lục rơi vào tay các lực lượng Cộng sản, Vu Hữu Nhiệm theo chính phủ Quốc dân đảng Trung Quốc đến Đài Loan vào năm 1949 ở tuổi 71.

## Những năm ở Đài Loan và qua đời

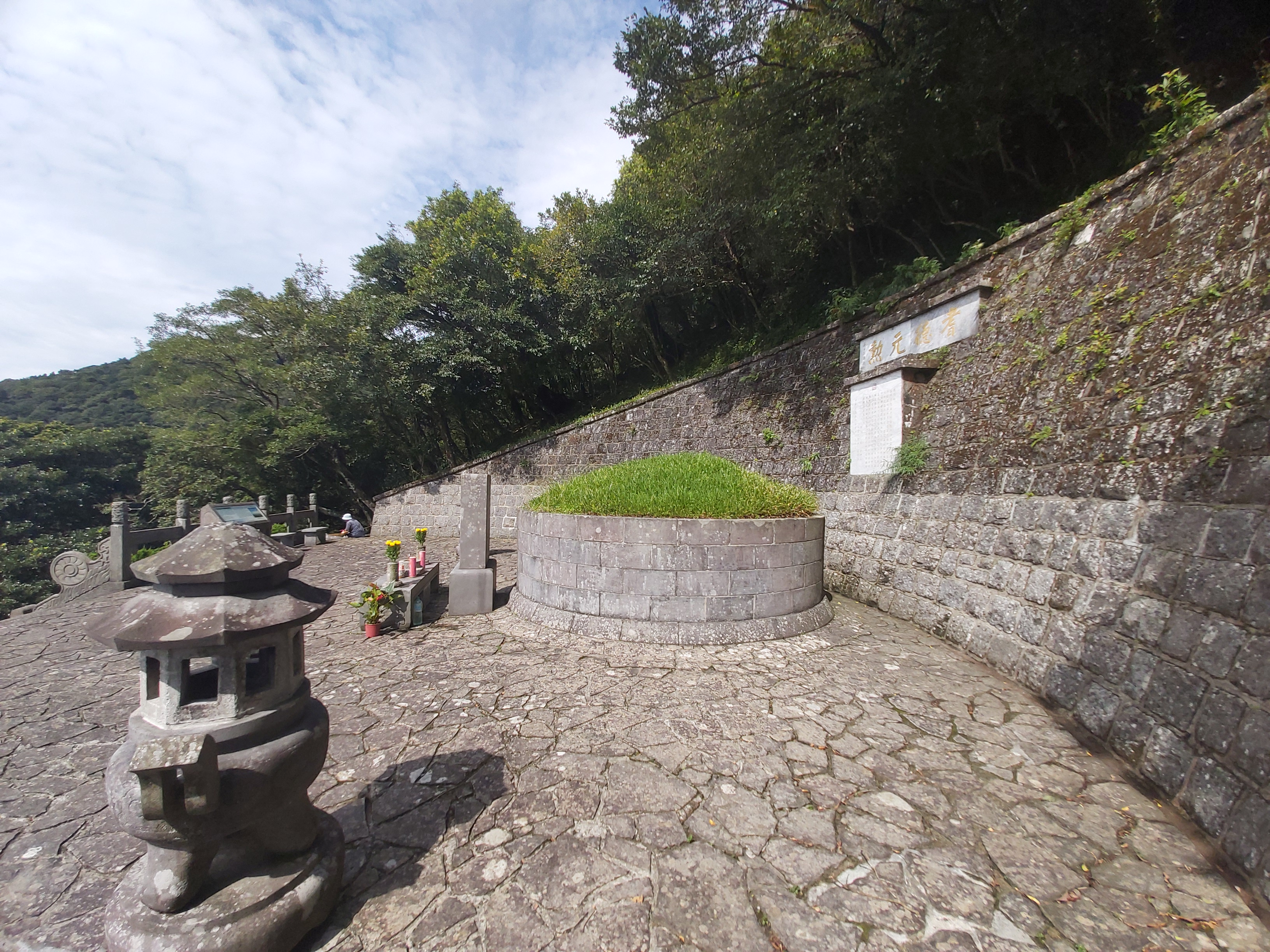
Vu Hữu Nhiệm mộ

Năm 1950, sau khi tái lập ủy ban Quốc dân Đảng, Vu Hữu Nhiệm trở thành thành viên ủy ban kiểm điểm của ủy ban này. Năm 1956, Vu nhận được Giải thưởng Văn học Quốc gia đầu tiên do Bộ Giáo dục trao tặng. Khi sắp xếp nhật ký của mình vào năm 1962, Vu đã viết thơ thổ lộ nỗi đau không thể trở về quê hương ở Trung Quốc. Vu Hữu Nhiệm qua đời vì bệnh viêm phổi vào năm 1964 tại Bệnh viện Đa khoa Cựu chiến binh Đài Bắc và vào năm 1967, hài cốt của ông được an táng tại núi Đại Truân trong Vườn quốc gia Dương Minh Sơn ở Đài Bắc. Năm 1966, một bức tượng lớn bằng đồng của Vu Hữu Nhiệm đã được đặt trên đỉnh núi Ngọc Sơn. Bức tượng vẫn ở đó cho đến năm 1996 khi nó bị đốn hạ và ném xuống một khe núi bởi Các nhà hoạt động vì độc lập của Đài Loan.